# Gus Dapperton
Gus Dapperton (nome real: Brendan Patrick Rice, 11 de março de 1997) é um cantor e compositor dos Estados Unidos. Nascido em Warwick, Nova York. 

## História
Gas Dapperton é frequentemente notado não apenas por sua musicalidade, mas também por sua moda única, com seus cabelos cortados em formato de tigela, acessórios e sombras para os olhos, roupas de cores vivas e óculos de armação grande.
Sua música "Of Lacking Spectacle" foi usada na série dramática "13 Reasons Why", distribuída pela Netflix, e foi gravada na trilha sonora.

## Vida pessoal
Ele estava matriculado na Universidade Drexel e teve uma licença por um semestre durante a turnê promocional "You Think You're a Comic!". A partir de 2018, ele vive com seus pais em Long Branch, NJ. 

## Carreira
Em 2016, ele lançou seu primeiro single “Moodna, One With Grace” e, em 2017, lançou seu primeiro EP, “Yellow and Such”. E em 2018, o EP "You Think You're A Comic!" Foi lançado.
Em 2019, aos 22 anos, foi lançado o álbum de estréia "Where Polly People Go to Read".

## Discografia

### Álbum de estúdio
- Where Polly People Go to Read (2019)

- Orca (2020)

### EP
- Yellow and Such (2017)
- You Think You're a Comic! (2018)

### Single
- Moodna, One With Grace (2016)
- I’m just Snacking (2017)
- Prune, You Talk Funny (2017)
- World Class Cinema (2018)
- My Favorite Fish (2019)
- Fill Me Up Anthem (2019)
- First Aid (2020)
- Post Humorous (2020)

### Participações
- 13 Reasons Why: segunda temporada, episódio 10.
- Supalonely (Benee ft Gus Dapperton), do álbum Stella & Steve (2019). [2]

### Gravadoras
Dapperton 7X7